# Tale
Tale (рус. «Тэйл» — «история», «сказка») — браузерная фэнтезийная многопользовательская онлайн игра. Пошаговая ролевая онлайн игра в жанре классического фэнтези. Текстовая игра или, как ещё называют, игра-книга.

## История игры
Игра Tale была создана в 1999 году под влиянием популярных тогда MUDов и игр PBEM, она работала в обычном браузере и не требовала установки. Игра Tale была первой BBMMORPG. Впоследствии появилось множество игр с похожим интерфейсом, но с другим геймплеем. Прошло уже много лет, но игра Tale до сих пор существует. Однако регистрация в игре закрыта.
В 2008 году вышло продолжение игры с цветной графикой и расширенным миром — игра «Сказание».

## Игровой мир
Мир Tale представлен сотнями локаций, каждая из которых снабжена текстовым описанием. Уникальные описания мест, в которых находится персонаж, позволяют полностью погрузиться в воображаемый мир.
На выбор представлено несколько рас: полуэльф, эльф, хоббит, дварф, человек. Каждая раса отличается особенным балансом характеристик (количеством очков, распределяемых по умолчанию).

### Графика
Графика в игре отсутствует практически полностью. Ее роль выполняют текстовые описания, детализирующие местность, действия, предметы, а также внешний вид и характер героев. Немногочисленные иллюстрации в игре Tale выполнены в черно-белом цвете, в стиле карандашного рисунка. Нарисованы портреты персонажей, некоторые монстры и ключевые моменты интерфейса. Также встречаются иллюстрации к некоторым локациям.

### Система боев
Пошаговые бои построены по системе PvE . Уничтожая враждебных существ, персонажи получают определенное количество опыта и очков (выраженные в числах). В дальнейшем их можно распределить, развивая выбранные игроком склонности (например, силу, интеллект или мудрость). Пошаговость означает, что действия в процессе боя совершаются персонажем и противником по очереди. Таким образом, монстр не сможет победить персонажа, когда игрок отлучился от компьютера и не заставляет игрока «ставить игру на паузу» всякий раз, когда надо отвлечься. 
Во время боя персонажу дается возможность выбрать действие или способ нанесения ущерба противнику: будь то удар оружием в руках, либо использование одного из доступных магических заклинаний. Интересной возможностью является команда «Попытаться бежать», которая в некоторых случаях позволяет покинуть бой.
Бои персонажей друг против друга (PvP бои) в игре полностью отсутствуют.

### Монстры
Монстры самые разнообразные, от диких зверей до мистических существ, вампиров, скелетов. Каждый обладает своими характеристиками и развивается (наращивает свой уровень), а также некоторые могут наносить уникальные виды урона.

### Квесты
В «Тэйле» присутствуют квесты, выполняя которые персонаж получает вознаграждения. Квесты написаны в виде диалогов с NPC и имеют необычный сюжет. Чаще всего требуется отыскать какой-либо предмет. Кроме одиночных, в игре есть массовые квесты, которые затруднительно проходить без поддержки других игроков.

### Организации
В игре присутствует возможность создать собственную организацию (объединение игроков, гильдию, клан) или присоединиться к одной из существующих. Это дает небольшие преимущества и повышает интерес, поскольку приходится участвовать в жизни организации и заниматься ее развитием совместно с другими игроками. 